# Боас, Нора
Нора Боас (нидерл. Nora Boas, полное имя Леонора Юлия Каролина Боас, нидерл. Leonora Julia Caroline Boas, в замужестве Боас-Пислинг, нидерл. Boas-Pisling; 19 ноября 1879, Гаага — 28 сентября 1963, Амстердам) — нидерландская камерная певица (сопрано), пианистка, музыкальный критик.
Училась игре на фортепиано у Артура Де Грефа, затем вокалу в Берлине у Анны Шён-Рене. Как пианистка выступала на протяжении 1900-х гг. в составе женских фортепианных трио, с скрипачкой Неллой Гуннинг и виолончелистками Бетси Шульце и Като ван дер Хувен. В 1906 г. выступила как солистка с Берлинским филармоническим оркестром.
Выйдя замуж за пианиста и критика Зигмунда Пислинга, в конце 1900-х гг. обосновалась в Вене. В 1914—1934 гг. жила и работала в Берлине, концертируя как вокалистка и публикуя музыкальную критику в газетах, в том числе в Nationalzeitung и 8-Uhr Abendblatt. В 1919—1920 гг. участвовала в концертах Нового музыкального общества под руководством Германа Шерхена.
Первая исполнительница вокальных циклов Пауля Хиндемита «Восемь песен» Op. 18 (Берлин, 1922, фортепиано Феликс Петырек; ей же посвящён при публикации) и Курта Вайля «Женский танец» Op. 10 (Берлин, 1924, с ансамблем солистов под управлением Фрица Штидри).
После Второй мировой войны жила в Нидерландах. Дружила с Пабло Казальсом, вела с ним многолетнюю переписку.